# Triple Ex
Triple Ex ist eine deutsche Comedy-Fernsehserie über das chaotische Leben von Anna Holzinger, die durch Diana Staehly verkörpert wird. Die acht Folgen der ersten Staffel wurden an vier Donnerstagen vom 9. Februar bis zum 2. März 2017 auf RTL ausgestrahlt. Die Sitcom blieb quotentechnisch unter den Erwartungen.

## Handlung
Anna Holzinger arbeitet in einer Zahnarztpraxis und hat drei Kinder von drei Ex-Männern: eins (Steffi) vom arbeitslosen Tom, eins (Céline) vom inzwischen zu seiner Homosexualität stehenden Karl-Friedrich und eines (Albert) von dem Nerd Eugen. Während Anna bereits mit ihrer skurrilen Familie überfordert ist, macht auch noch ihre Schwester Marlene ihr das Leben schwer.

## Besetzung
| Schauspieler          | Rollenname                    | Bemerkungen      |
| --------------------- | ----------------------------- | ---------------- |
| Diana Staehly         | Anna Holzinger                | Mutter           |
| Mirco Reseg           | Karl-Friedrich (genannt Kafi) | Ex-Mann          |
| Frank Maier           | Tom                           | Ex-Mann          |
| Alexander Schubert    | Eugen                         | Ex-Mann          |
| Susan Hoecke          | Dr. Marlene Monrow            | Schwester        |
| Daan Lennard Liebrenz | Albert                        | Sohn von Eugen   |
| Monique Schröder      | Céline                        | Tochter von Kafi |
| Kyra Thoma            | Steffi                        | Tochter von Tom  |